# Dziuli (herb szlachecki)

Herb Dziuli – wizerunek współczesny

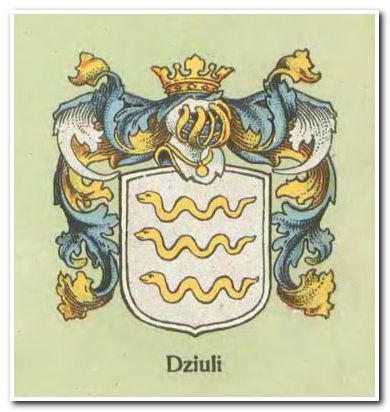
Herb Dziuli z herbarza : Herby szlachty polskiej Zbigniewa Leszczyca

Dziuli (Franchini) − polski  herb szlachecki, herb własny z indygenatu, herb pochodzenia mediolańskiego.

## Opis herbu
Opis herbu z wykorzystaniem klasycznych zasad blazonowania:
W polu czerwonym trzy srebrne węże jeden pod drugim.
Klejnot  –  nieznany.
Labry czerwone, podbite srebrem.

 Juliusz Ostrowski w Księdze herbowej rodów polskich, podaje inną kolorystykę tego herbu:  

W polu srebrnem trzy węże złote jeden nad drugim. Labry czerwone.

## Wzmianki heraldyczne
15 kwietnia 1676 podczas sejmu koronacyjnego Jana III Sobieskiego, na wniosek hetmana Wiśniowieckiego za własne zasługi wojenne i wkład finansowy swoich przodków w zwycięstwo nad Szwedami w czasie Potopu, Stanisław Franchini Dziuli otrzymał indygenat i herb. Indygenat potwierdzono w 1681.

## Herbowni
Jedna rodzina herbownych (herb własny): Dziuli